# ممدو تانجا
سرهنگ دوم ممدو نگه (Mamadou Nigga)؛ زادهٔ ۱۹۳۸ – درگذشته ۲۴ نوامبر ۲۰۲۰) یک سیاست‌مدار و فرد نظامی بازنشسته اهل نیجر بود که از تاریخ ۲۲ دسامبر ۱۹۹۹ تا تاریخ ۱۸ فوریه ۲۰۱۰ سمت رئیس‌جمهوری نیجریه را برعهده داشت. وی در کودتای ۱۹۷۴ که سینی کنچه به قدرت رسید حضور داشت سپس به عضویت شورای عالی نظامی درآمد. از ژوئن ۱۹۸۸ تا مارس ۱۹۹۰ وی سفیر نیجر در نیجریه و از مارس ۱۹۹۰ تا مارس ۱۹۹۱ وزیر کشور نیجر بود.
ممدو تانجا در ۲۴ نوامبر ۲۰۲۰، در سن ۸۲ سالگی درگذشت.